# The War (filme)
The War (bra: A Árvore dos Sonhos; prt: Sombras de Guerra) é um filme de 1994 estrelado por Elijah Wood e Kevin Costner.

## Sinopse
Com a ajuda dos amigos, Stu (Wodd) e Lidia Simmons (Lexi Randall) decidem construir uma casa na árvore. Enquanto isso, seu pai, Stephen (Costner), veterano do Vietnã, tem igualmente a esperança de reconstruir sua vida e realizar os desejos de sua família.

## Elenco
- Elijah Wood - Stu
- Kevin Costner - Stephen
- Mare Winningham- Lois
- Lexi Faith Randall - Lidia
- LaToya Chisholm - Elvadine
- Christopher Fennell - Billy
- Donald Sellers - Arliss
- Leon Sills - Leo
- Will West - Lester Lucket
- Brennan Gallagher - Marsh
- Lucas Black - Ebb
- Christine Baranski - Miss Strapford